# Mitsubishi Fuso Fighter
Mitsubishi Fuso Fighter — семейство среднетоннажных грузовых автомобилей, выпускаемых японской компанией Mitsubishi Fuso Truck and Bus Corporation в разных модификациях с 1984 года.

## История
Первое поколение производилось с 1984 по 1992 год в качестве преемника серии FK. Дизайн имеет сходство с Canter и The Great. На большинстве экспортных рынков были установлены четыре круглые фары вместо квадратных, используемых в Японии. В декабре 1987 года серия была модернизирована: значительно была изменена решётка радиатора. В июле 1991 года модель получила подтяжку переда. В Китае Fighter известен как JiaFeng CA1091 / CA141, в Японии — Mitsubishi Fuso FK415, FK458, FN527, FN628 и FN627. Современная версия Fighter производится с 1992 года. Семью годами позднее автомобили получили название New Fighter, а в 2005 году — Best One Fighter.

## Модельный ряд

### Филиппины
- Fighter FM
  - FM657H
  - FM657N
  - Fire Truck

### Индонезия
- Fighter FM & FN
  - FM 517 HS
  - FM 517 HL
  - FN 517 HL
  - FN 517 ML
  - FN 517 ML2
  - FN 617
  - FN 627
  - FM 65 FS
  - FM 65 FL
  - FN 61 FS
  - FN 61 FM
  - FN 62 °F

### США & Канада
- Fighter FK
  - FK-MR
  - FK-SR
  - FK-HR
  - FK200
  - FK417
- Fighter FM
  - FM-HD
  - FM-MR
  - FM-SR
  - FM-HR
  - FM64F
  - FM260
  - FM330
  - FM555
  - FM555F
  - FM617
  - FM617L

### Новая Зеландия
- 4X2 Fighter
  - FK200K1
  - FK200K6
  - FK200H6
  - FK250L6
  - FM250H6
  - FM250M6
  - FM250A6
  - FM280H6
  - FM280M6
- 6x2 Fighter
  - FM220R2
  - FU220R2
  - FU250L6
  - FU250R6
  - FU280U6
- 6X4 Fighter
  - FN280K6
  - FN280U6

### Австралия
- FK
  - 1024 SWB/MWB/LWB/XLWB
  - 1024 Auto LWB
  - 1024 Crew Cab MWB
  - 1224 SWB/LWB
  - 1224 Auto SWB
  - 1227 LWB/XLWB
  - 1424 LWB
  - 1427 XLWB
- FM
  - 1627 SWB/XLWB/XXLWB
  - 1627 Auto XLWB/XXLWB
- FN
  - 2427 XLWB/XXLWB
  - 2427 Auto XLWB/XXLWB